# Хорхе Бореллі
Хорхе Бореллі (ісп. Jorge Borelli, нар. 2 листопада 1964, Буенос-Айрес) — аргентинський футболіст, захисник.
Насамперед відомий виступами за клуби «Рівер Плейт» та «Расинг» (Авельянеда), а також національну збірну Аргентини.
Дворазовий чемпіон Аргентини. Володар Кубка Лібертадорес. Володар Міжконтинентального кубка. У складі збірної — володар Кубка Конфедерацій (1992) та Кубка Америки (1993).

## Клубна кар'єра
У дорослому футболі дебютував 1980 року виступами за команду клубу «Платенсе» (Вісенте-Лопес), в якій провів чотири сезони, взявши участь у 58 матчах чемпіонату.
Своєю грою за цю команду привернув увагу представників тренерського штабу клубу «Рівер Плейт», до складу якого приєднався 1985 року. Відіграв за команду з Буенос-Айреса наступні чотири сезони своєї ігрової кар'єри. За цей час виборов титул чемпіона Аргентини, ставав володарем Кубка Лібертадорес, володарем Міжконтинентального кубка.
Протягом 1989—1991 років захищав кольори команди мексиканського клубу «УАНЛ Тигрес».
1991 року уклав контракт з клубом «Расинг» (Авельянеда), у складі якого провів наступні три роки своєї кар'єри гравця.  Більшість часу, проведеного у складі «Расинга», був основним гравцем захисту команди.
Завершив професійну ігрову кар'єру у клубі «Сан-Лоренсо», за команду якого виступав протягом 1995—1997 років.

## Виступи за збірну
1992 року дебютував в офіційних матчах у складі національної збірної Аргентини. Протягом кар'єри у національній команді, яка тривала усього 3 роки, провів у формі головної команди країни лише 5 матчів.
У складі збірної був учасником чемпіонату світу 1994 року у США, розіграшу Кубка Конфедерацій 1992 року в Саудівській Аравії, здобувши того року титул переможця турніру, а також розіграшу Кубка Америки 1993 року в Еквадорі, здобувши того року титул континентального чемпіона.

## Титули і досягнення
- Чемпіон Аргентини (2):

«Рівер Плейт»:  1985–86
«Сан-Лоренсо»:  Клаусура 1995
- Володар Кубка Лібертадорес (1):

«Рівер Плейт»:  1986
- Володар Міжконтинентального кубка (1):

«Рівер Плейт»:  1986
- Володар Кубка Конфедерацій (1):

Аргентина: 1992
- Володар Кубка Америки (1):

Аргентина: 1993
- Володар Кубка Артеміо Франкі (1):

Аргентина: 1993